# Arteria cerebri media
De arteriae cerebri mediae (ACM) of middelste hersenslagaders zijn slagaders van de hersenen die zuurstofrijk bloed aanvoeren. Zij voorzien de laterale zijde en de diep gelegen delen van de frontale, pariëtale en temporale kwab van bloed. De arteriae cerebri mediae vertakken in de arteriae lenticulostriae, die de basale kernen en de capsula interna van bloed voorzien.. Ook de hypothalamus en de hypofyse behoren tot het verzorgingsgebied van de arteria cerebri media.